# Maternus (heilige)

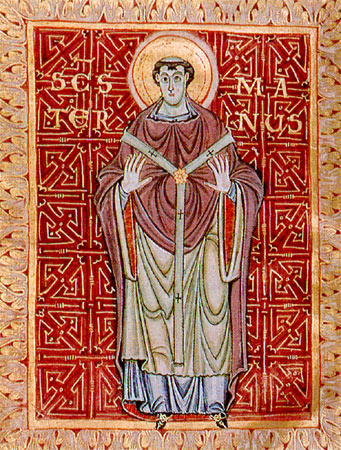
Maternus afgebeeld in het 10e-eeuwse Egbertpsalter uit Cividale del Friuli

Maternus (3e/4e eeuw; overleden ca. 328), ook wel aangeduid als Sint-Maternus, Maternus van Keulen of Maternus van Tongeren, was de derde bisschop van Trier en geldt tevens als de eerste bisschop van zowel Keulen als Tongeren. Hij wordt in de rooms-katholieke kerk vereerd als heilige. Hij wordt aangeroepen als beschermheilige tegen koorts en infectieziektes en is tevens de patroonheilige van wijnbouwers. Zijn feestdag is op 14 september.

## Geschiedenis
Trier was al in de 3e eeuw een christelijk centrum met een bisschop, die zijn invloed over een groot gebied in Neder-Germanië kon laten gelden. Volgens de overlevering zou de derde bisschop van Trier, Maternus, al voor 313 de civitas Agrippinensium (Keulen) hebben losgemaakt van Trier. Maternus bezocht in 313 de Synode van Rome en een jaar later de Synode van Arles en werd toen aangeduid als bisschop van Keulen. Of tijdens zijn episcopaat ook de civitas Tungrorum, met de hoofdstad Tongeren, een zelfstandig bisdom werd, is historisch niet aan te tonen. De eerste bisschoppenlijst van het bisdom Tongeren-Maastricht-Luik is van Heriger van Lobbes uit de 10e eeuw. Ook een opvolger van Maternus, Severinus van Keulen, komt zowel op de Keulse als op de Tongerse bisschoppenlijst voor. Volgens sommige bronnen werd Maternus in 316 bisschop van Milaan, maar mogelijk betreft dit een andere persoon.

## Legende
Volgens een 10e-eeuwse legende werd Eucharius, een van de 72 discipelen van Christus, door Sint-Petrus naar Gallië gestuurd om het evangelie te verkondigen, samen met twee helpers, de diaken Valerius en de subdiaken Maternus. Aangekomen in Ehl, een plaats in de Elzas, overleed Maternus door uitputting. Zijn twee metgezellen keerden moedeloos terug naar Rome en smeekten Petrus hun vriend weer tot leven te wekken. Deze gaf zijn herdersstaf aan Eucharius en terug bij het graf, waarin Maternus zich al 40 dagen bevond, raakte hij met de staf het dode lichaam aan, waarin het leven terugkeerde. Maternus vertrok daarop naar Keulen, waar hij bisschop werd; Eucherius werd bisschop van Trier. Na de dood van Eucharius was Valerius 15 jaar lang bisschop van Trier, waarna Maternus hem opvolgde. Maternus had in de tussentijd de bisdommen Keulen en Tongeren gesticht en was in totaal 40 jaar bisschop. Na zijn dood ontstond er onenigheid over waar hij begraven moest worden. Men legde het dode lichaam in een bootje en dit dreef stroomopwaarts naar Trier, waar hij begraven werd.
Volgens een andere legende was Maternus naamgever van de stad Namen. In de eerste eeuw zou de stad Sedrochia hebben geheten naar de Tongerse koning Sedroch, die een versterking op de rots van Champeau boven de Samber en de Maas had gebouwd. Daar was een heidense tempel in een grot waar een afgod Nam orakelde. Bij de komst van Maternus viel de hogepriester van Nam, die een mensenoffer voorbereidde, dood. Maternus legde de afgod het zwijgen op met de waarden Nam mutum (Nam stom). Uit deze woorden werd de nieuwe naam van de stad afgeleid. Maternus deed ter plaatse een nieuwe bron ontspringen waarin de inwoners van de stad gedoopt werden.

## Nalatenschap

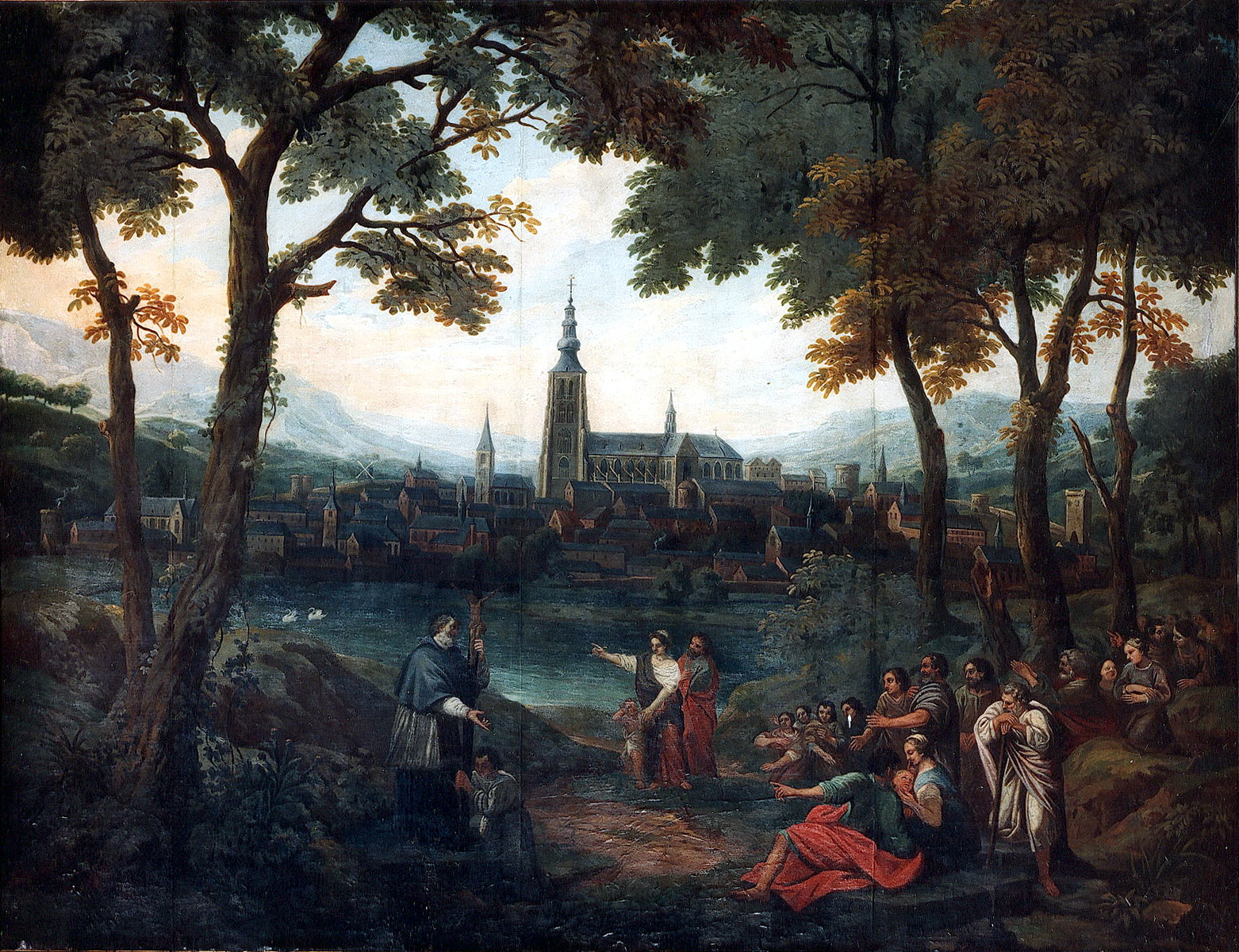
De prediking van Maternus te Tongeren, schilderij uit 1722 van Edmond Plumier, Onze-Lieve-Vrouwebasiliek, Tongeren

### Relieken, schilderijen en beelden
Volgens de Keulse overlevering werd het lichaam van Maternus in 1633 naar Keulen overgebracht, waar het in de Maternuskapel in de Keulse Dom werd herbegraven. In de schatkamer van diezelfde Dom wordt een deel van de ivoren bisschopsstaf van Maternus bewaard, die hij van de apostel Petrus ontvangen zou hebben. De helft van die staf werd in de tiende eeuw afgestaan aan de Dom van Trier. Dit deel met een rijkversierde knop uit de werkplaatsen van bisschop Egbert van Trier wordt thans als "Petrusstaf" bewaard in de Dom van Limburg. In de kerkschat van de Onze-Lieve-Vrouwebasiliek in Tongeren bevindt zich een 17e-eeuws reliekschrijn van Sint-Maternus. De daarin aanwezige relikwieën zijn voor zover bekend nooit onderzocht op historische authenticiteit. De schatkamer in Tongeren bezit tevens een 19e-eeuwse reliekbuste van Maternus.
Afbeeldingen van Maternus in de vorm van beelden, reliëfs, boekverluchtingen, muurschilderingen, schilderijen en glas-in-loodramen zijn voornamelijk in Duitsland te vinden. Een van de oudste afbeeldingen is een miniatuur in het Egbertpsalter, een  10e-eeuwse psalter uit het Italiaanse Cividale del Friuli. De gebeeldhouwde reliëfs in het Maternusportaal van de Dom van Keulen toont diverse episoden uit de legende van Maternus. De Dom van Trier bezit een barok beeld van Maternus. Een van de beelden aan de raadhuistoren van Keulen stelt Maternus voor. Het beeld is na de verwoestingen van de Tweede Wereldoorlog vernieuwd. De Onze-Lieve-Vrouwebasiliek in Tongeren bezit naast de genoemde reliekhouders een 16e-eeuws houten beeld van de heilige en enkele 18e-eeuwse schilderijen van Edmond Plumier met taferelen uit de Tongerse versie van de Sint-Maternuslegende.

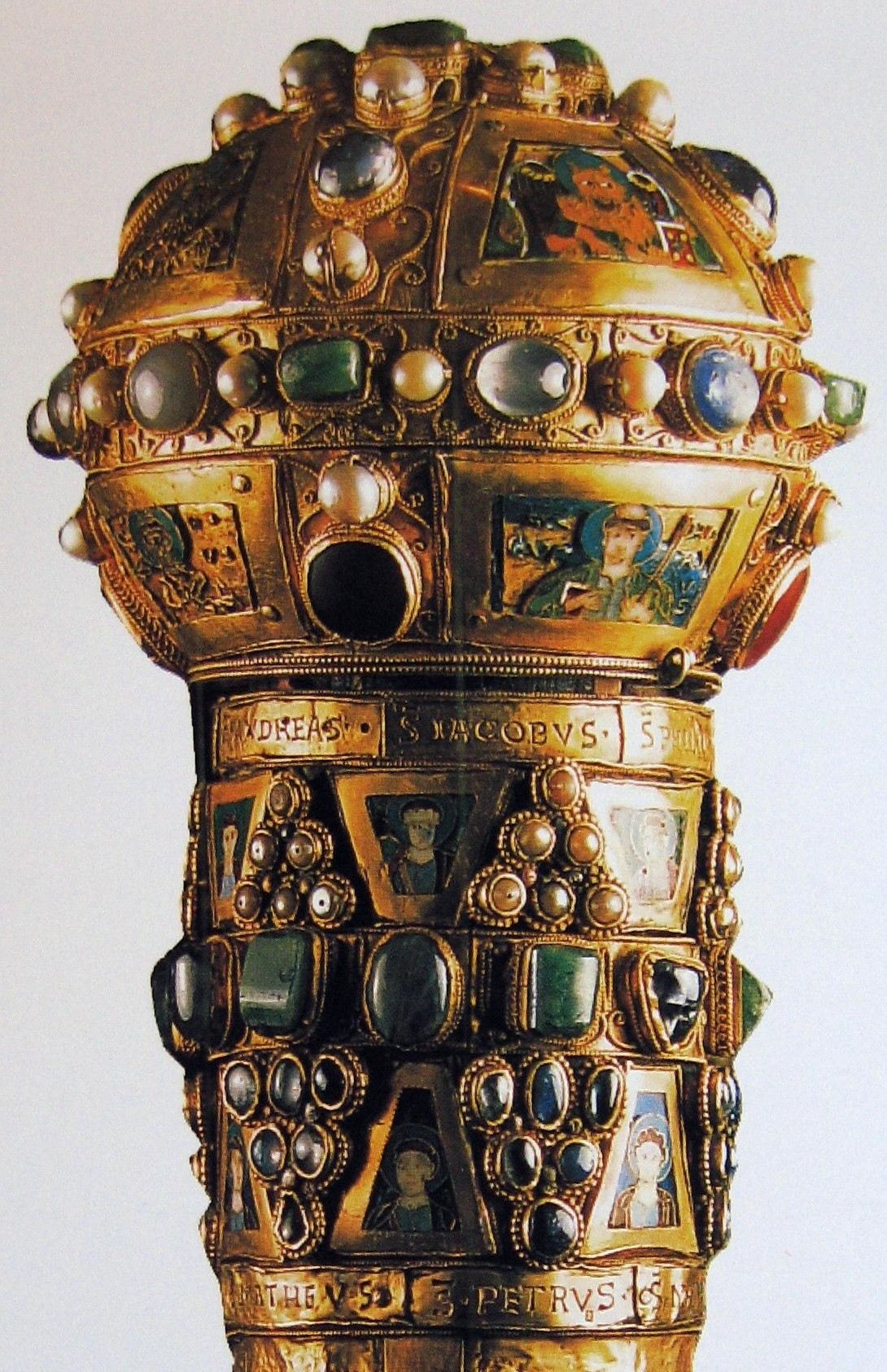
Detail "Petrusstaf", Dom van Limburg
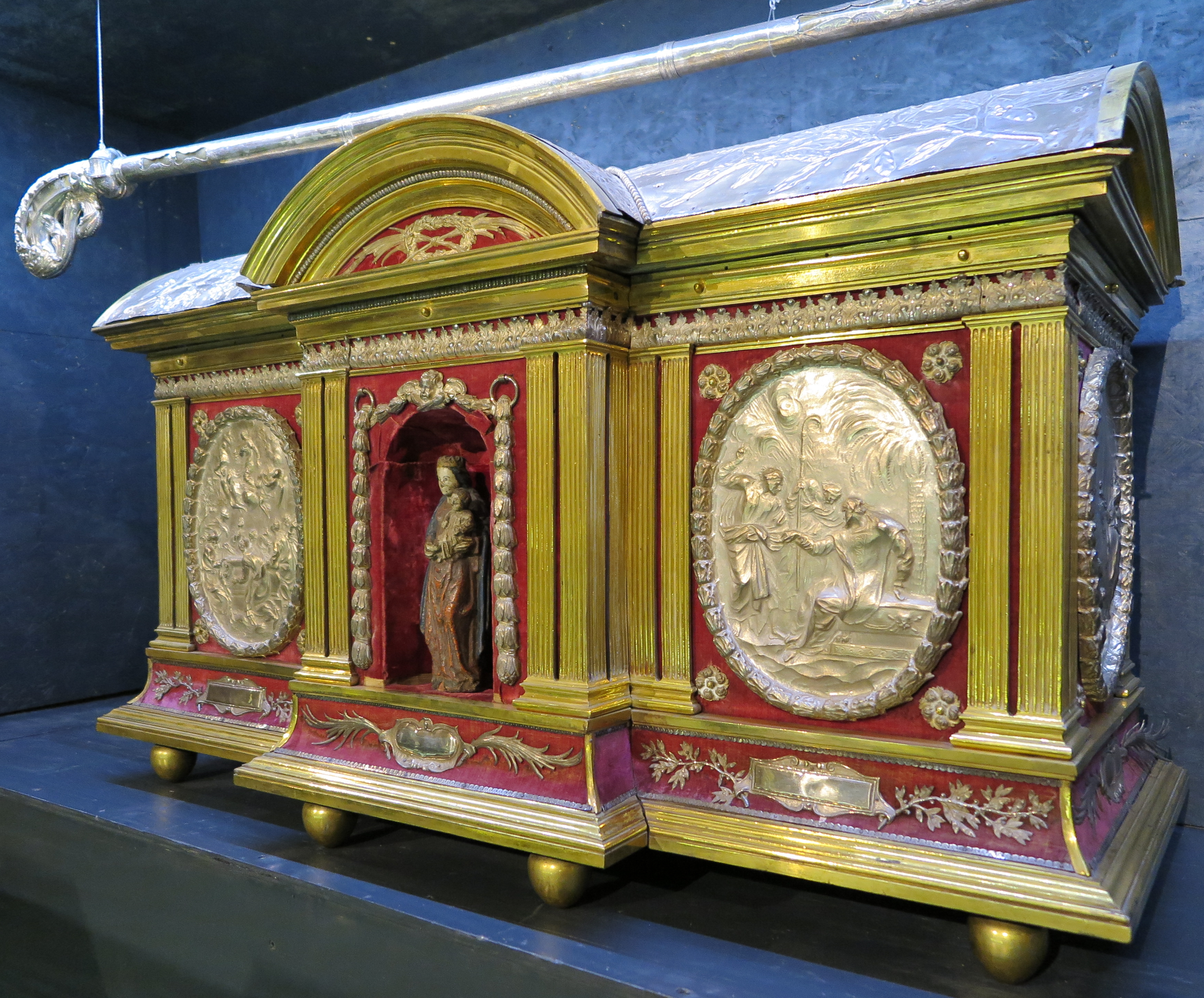
Reliekschrijn, OLV-basiliek Tongeren
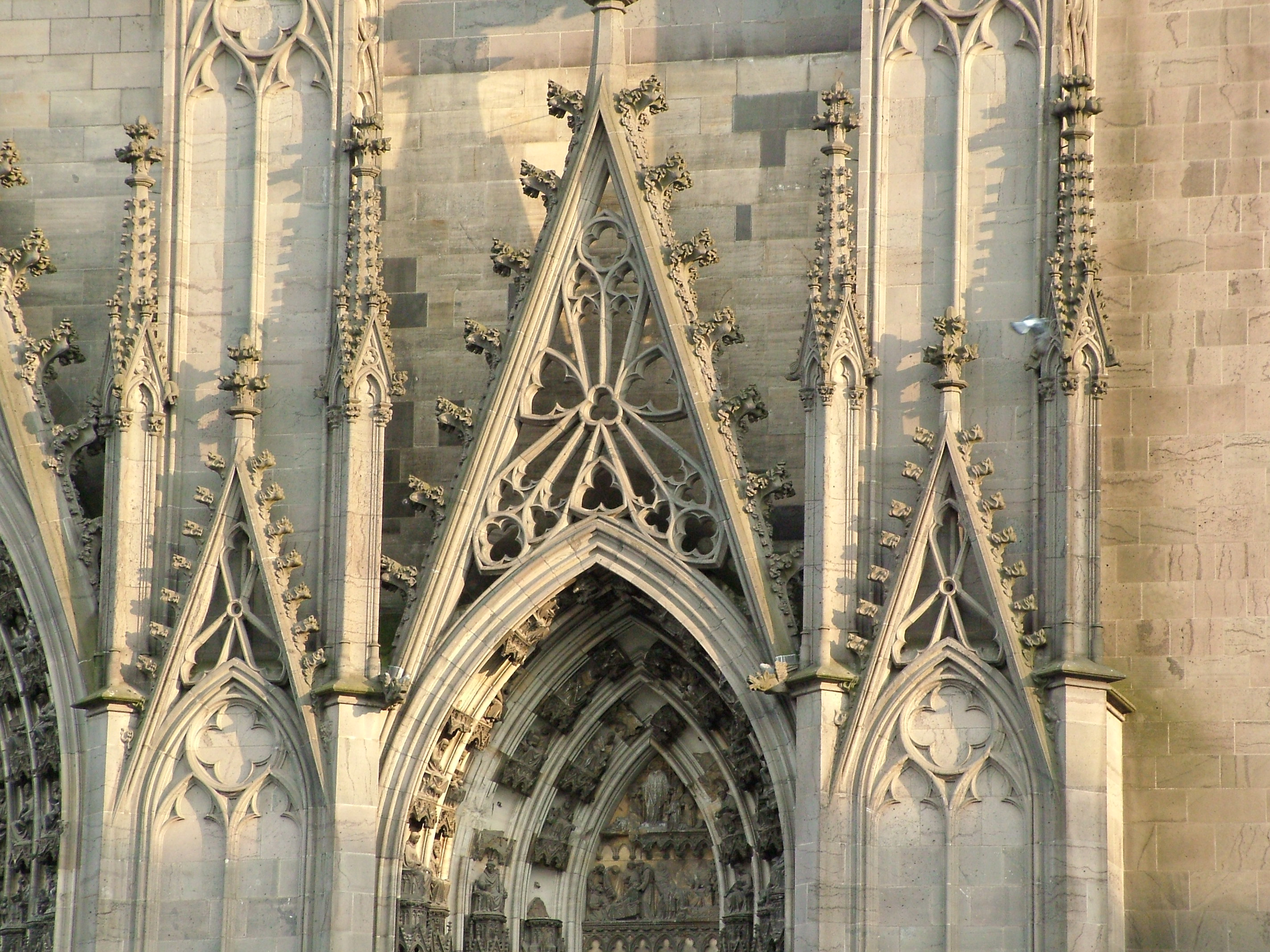
Maternusportaal, Dom van Keulen
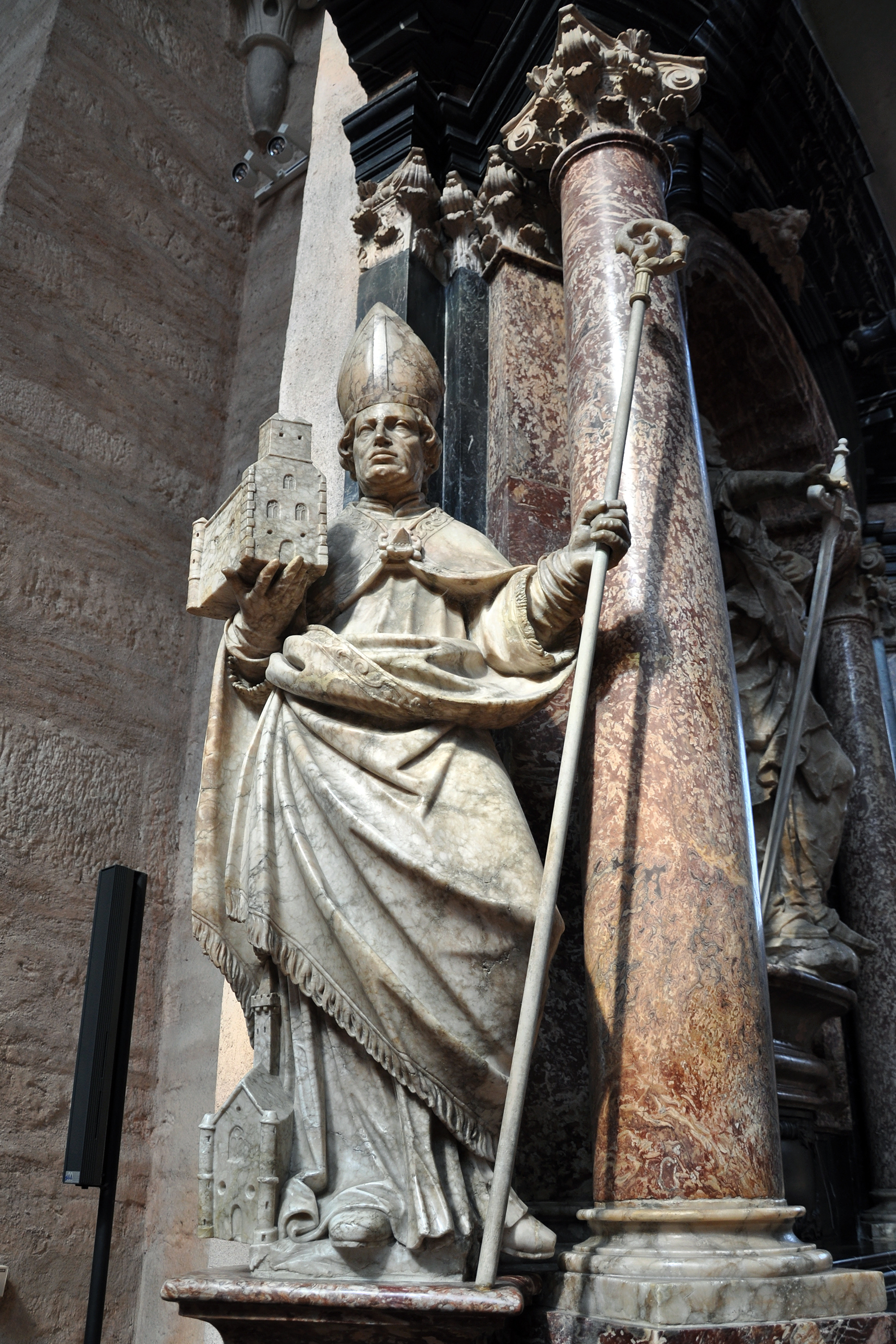
Beeld van Maternus met kerk, Dom van Trier

### Kerken, kapellen en andere gebouwen
In Duitsland hebben met name in de omgeving van Keulen en Trier veel kerken Sint-Maternus als patroonheilige. In het Keulse stadsdeel Rodenkirchen is een oude en nieuwe Maternuskerk. De Sint-Maternuskerken in Koblenz en Ürzig en de De Sint-Petrus-en-Maternuskerk in Kesseling liggen alle in het bisdom Trier. De Lutherse kerk van Crumstadt in Hessen was oorspronkelijk eveneens aan Maternus gewijd. Verder weg liggen de 13e-eeuwse Sint-Maternianikerk van Westochtersum (Noord-Duitsland), een drietal Sint-Maternuskerken in Polen en enkele Maternuskerken en -kapellen in de Franse Elzas.
In België is de Sint-Maternusbasiliek in Walcourt de belangrijkste kerk gewijd aan Maternus. De kerk dateert oorspronkelijk uit de 10e eeuw; in zijn huidige vorm uit de 13e en 16e eeuw. In het Drentse Zuidwolde heeft een Maternuskerk gestaan als voorganger van de huidige Hervormde kerk. In de Maastrichtse Sint-Servaasbasiliek was tot 1810 een Maternuskapel; het parochiecentrum van die kerk wordt Maternushof genoemd.

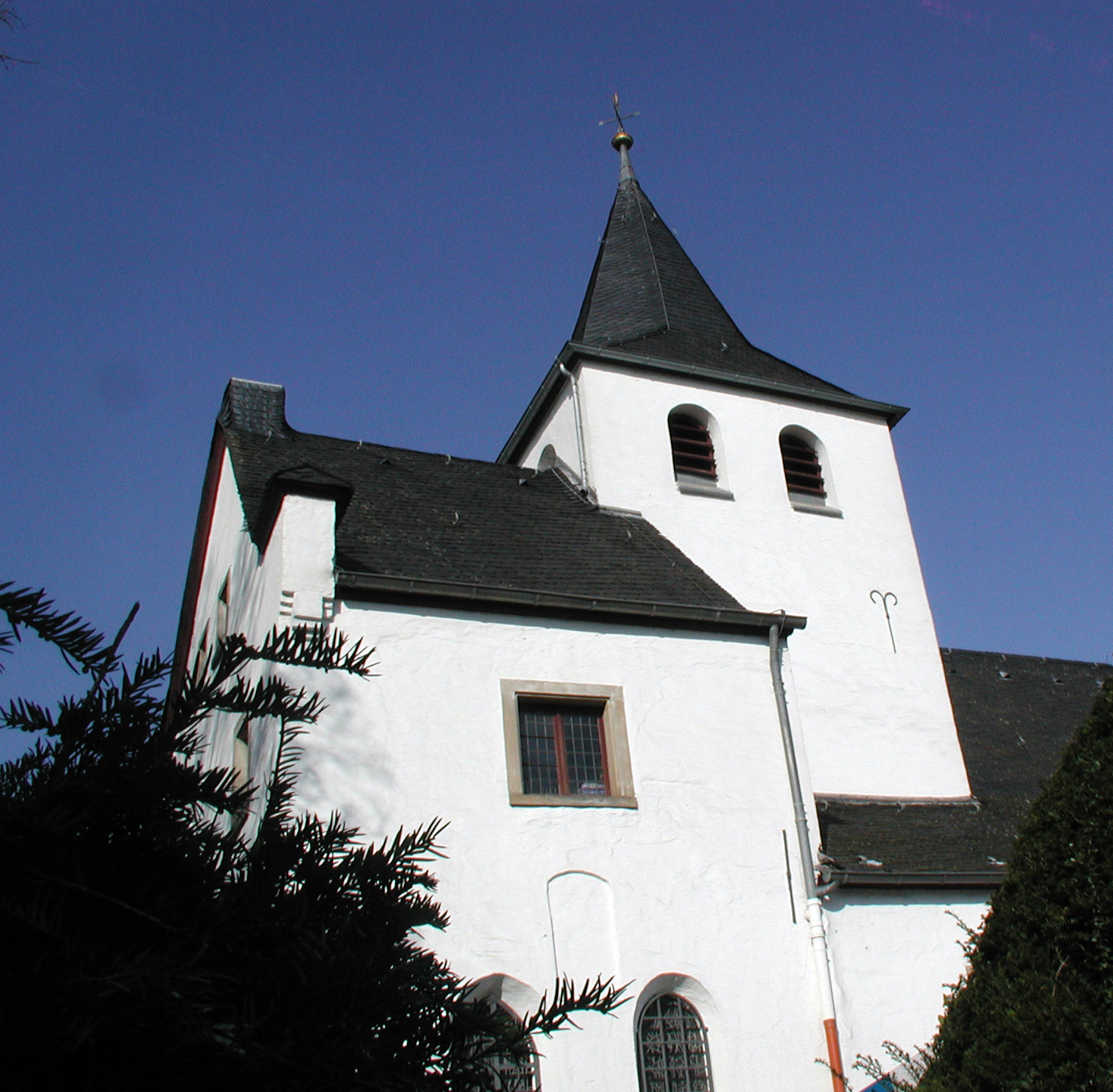
Alt St-Maternus, Keulen
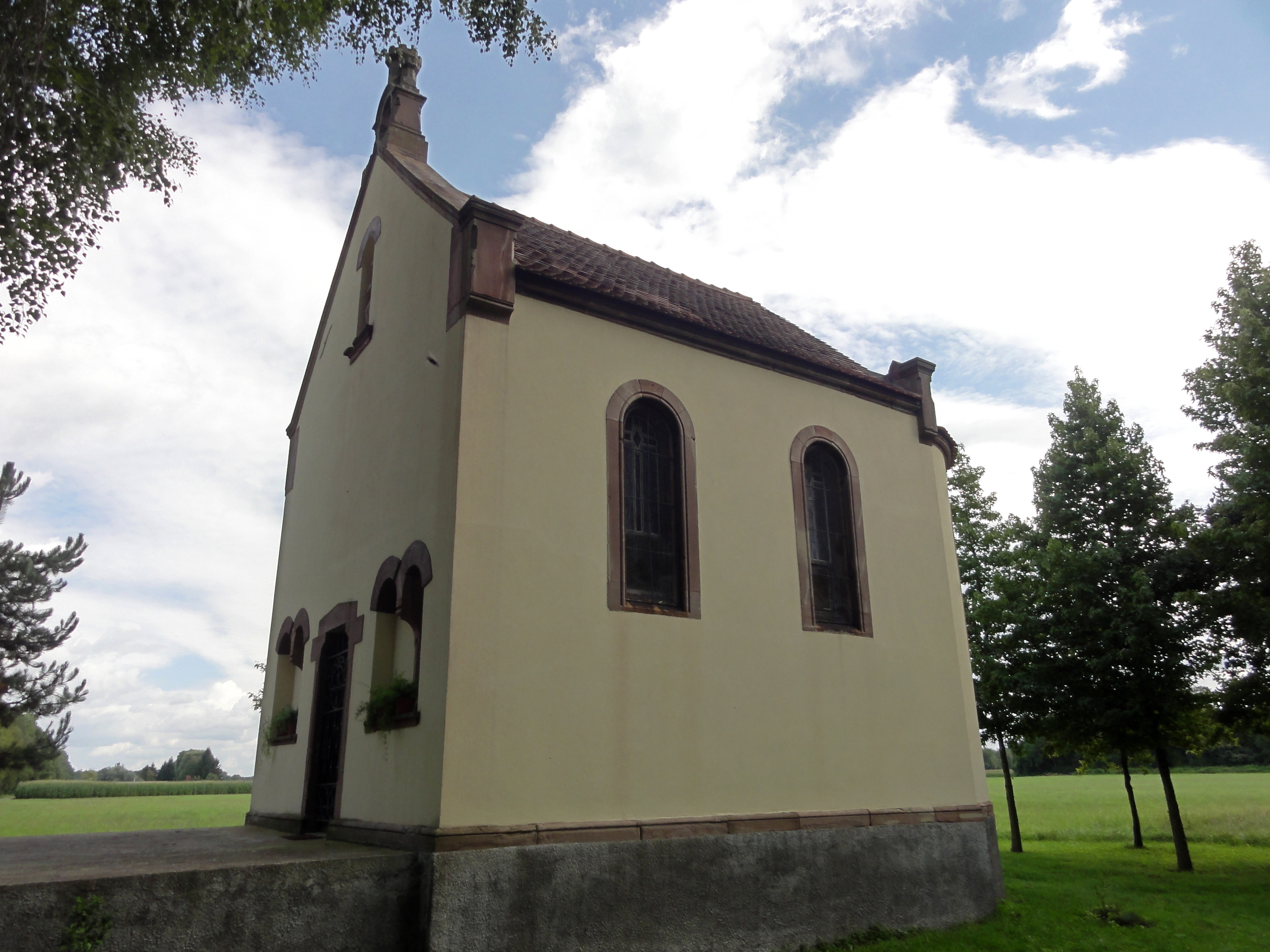
Maternuskapel, Sand (Elzas)
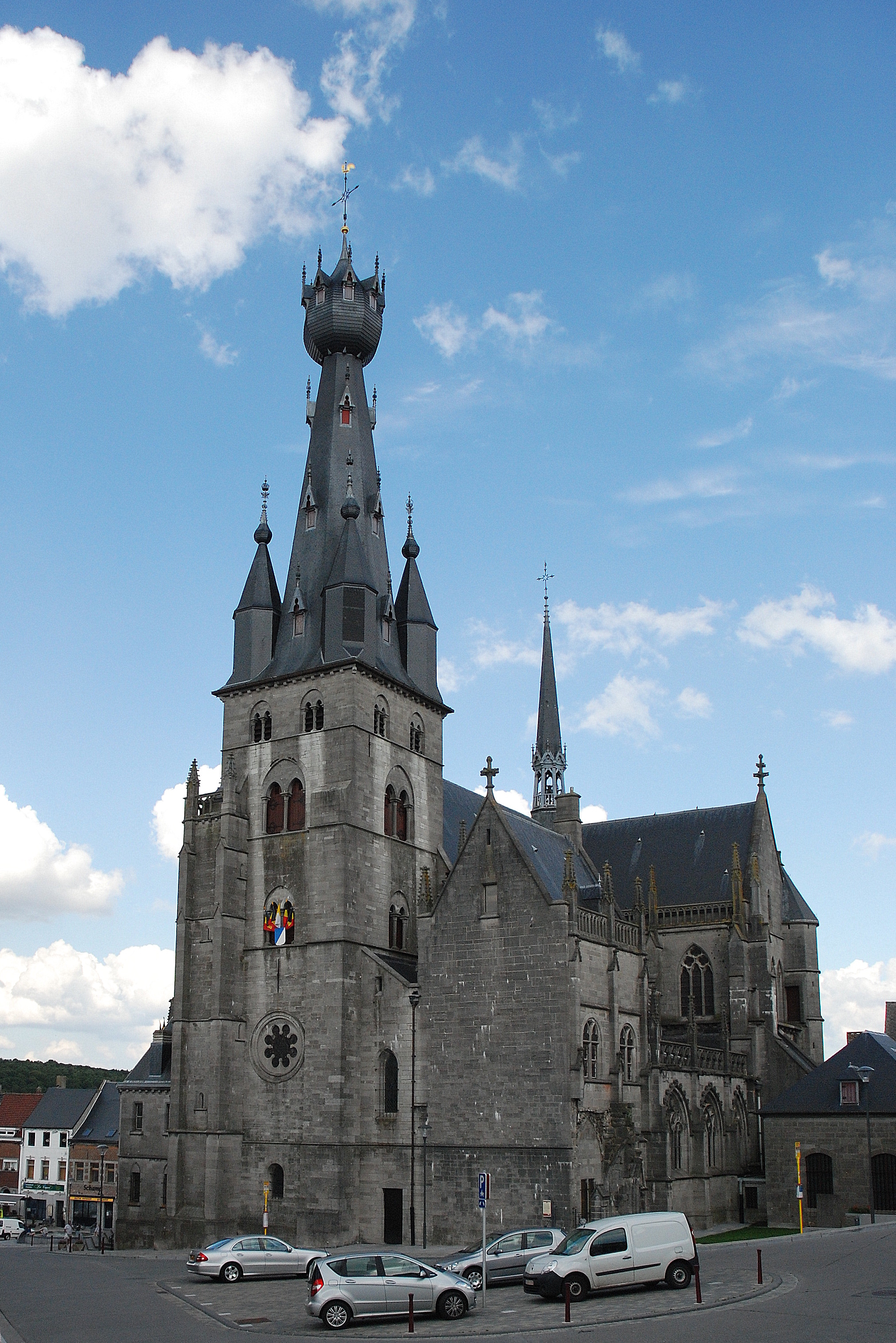
St-Maternusbasiliek, Walcourt
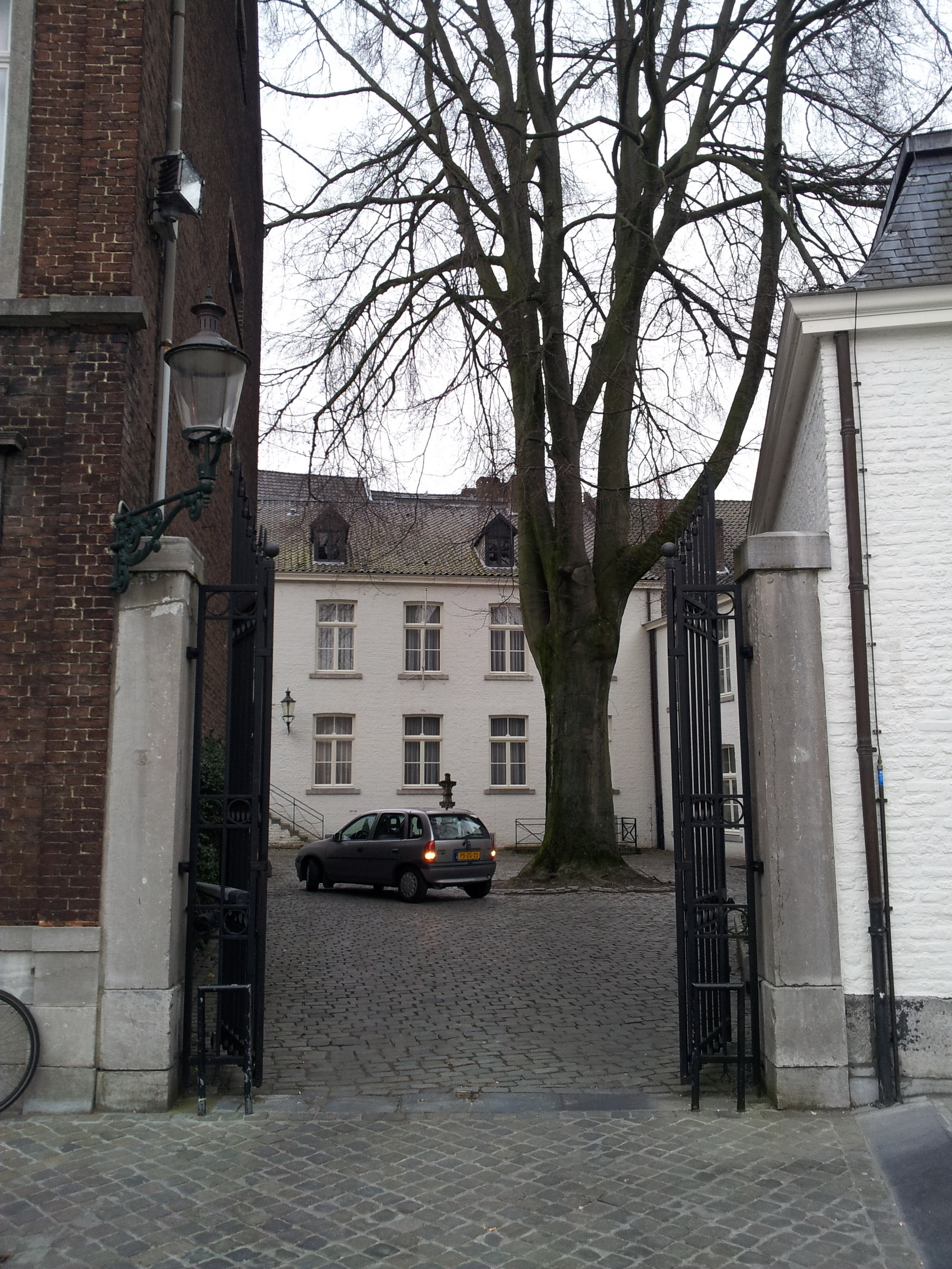
Maternushof, Maastricht

- Gemeinsame Normdatei: 122830644
- Virtual International Authority File: 3364388
- WorldCat: E39PBJwX6CBTxVcHHt64JQJRrq